# ۱۱۰۸ (خورشیدی)
۱۱۰۸ هزار و صد و هشتمین سال هجری خورشیدی است.